# فرد تشي مان
فرد تشي مان (بالصينية: 謝智民) (7 أغسطس 1975 في الصين - ) هو لاعب كرة قدم صيني في مركز الوسط. شارك مع منتخب ماكاو لكرة القدم. أما مع النوادي، فقد لعب مع G.D. Lam Pak ‏.

## وصلات خارجية
- فرد تشي مان على موقع الاتحاد الدولي (مؤرشف)  (الإنجليزية)
- فرد تشي مان على موقع قاعدة بيانات كرة القدم.إي يو (الإنجليزية)
- فرد تشي مان على موقع ناشيونال فوتبول تيمز (الإنجليزية)